# CPU-Z
CPU-Z е безплатен системен инструмент за Microsoft Windows (работи на всички версии след 95). Този софтуер показва подробно информация за централния процесор, дънната платка, наличната RAM, свободните слотове за RAM и видеокартата.
CPUZ-Z е доста по-задълбочен от други софтуерни програми, предвиден само за Windows и идентифициращ различни хардуерни компоненти, без да се налага отварянето на кутията на компютъра. CPU-Z има способност директно да открива хардуерни характеристики, като например възможност за четене, запис и достъп до SPD модулите.